# بيت الحمرة (مذيخرة)

تعديل مصدري - تعديل

بيت الحمرة محلة تابعة لقرية الشحيم، التابعة لعزلة بني مليك بمديرية مذيخرة إحدى مديريات محافظة إب في الجمهورية اليمنية، بلغ تعداد سكانها 21 حسب تعداد اليمن لعام 2004.